# مارگارت (قمر)
مارگارت (به انگلیسی: Margaret) تنها قمر نامنظم موافق‌گرد شناخته‌شدهٔ از میان قمرهای اورانوس است. این قمر توسط اسکات اس. شپرد و همکاران او در سال ۲۰۰۳ کشف شد و به آن نام موقت S/2003 U 3 داده شد.
این قمر تحت عنوان اورانوس XXIII تأیید شده و نام آن از خدمتکار قهرمان، در نمایشنامه هیاهوی بسیار برای هیچ از ویلیام شکسپیر گرفته شده‌است.